# Gmina Łużna
Die Gmina Łużna ist eine Landgemeinde im Powiat Gorlicki der Woiwodschaft Kleinpolen in Polen. Ihr Sitz ist das gleichnamige Dorf mit etwa 3250 Einwohnern.

## Gliederung
Zur Landgemeinde (gmina wiejska) Łużna gehören folgende fünf Dörfer mit einem Schulzenamt:
Biesna, Bieśnik, Łużna, Mszanka, Szalowa und Wola Łużańska.